# Elia Zenghelis
Elia Zenghelis (Atenas, 1937) es un arquitecto griego.

## Biografía
Tras finalizar sus estudios de arquitectura en Londres en 1961, Zenghelis colaboró activamente con varios arquitectos de renombre: Douglas Stephen and Partners, Georges Candilis, Michael Carapetian, Aristeides Romanos, Rem Koolhaas, Oswald Mathias Ungers y Peter Eisenman.
También ejerció la docencia en la Architectural Association, bajo la égida de Hermann Senkowsky. 
En 1975 participó en la fundación de la Office for Metropolitan Architecture (OMA), conjuntamente con Rem Koolhaas, Madelon Vriesendorp y Zoe Zenghelis.
Posteriormente, en 1987 Zenghelis se asoció con Eleni Gigantes para fundar Gigantes Zenghelis Architects.